# Džama Masdžíd (Ágra)

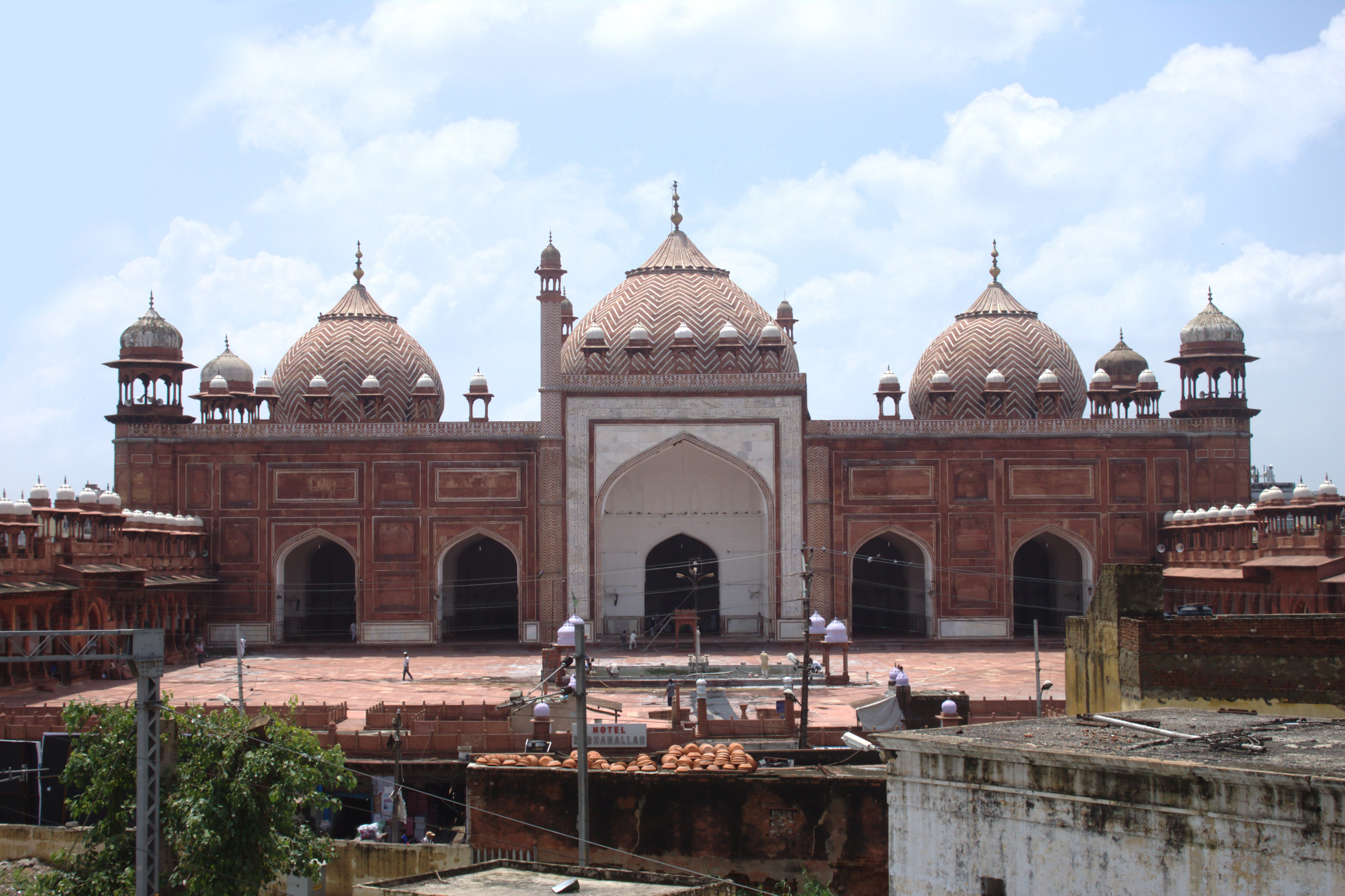
Pohled na budovu mešity.

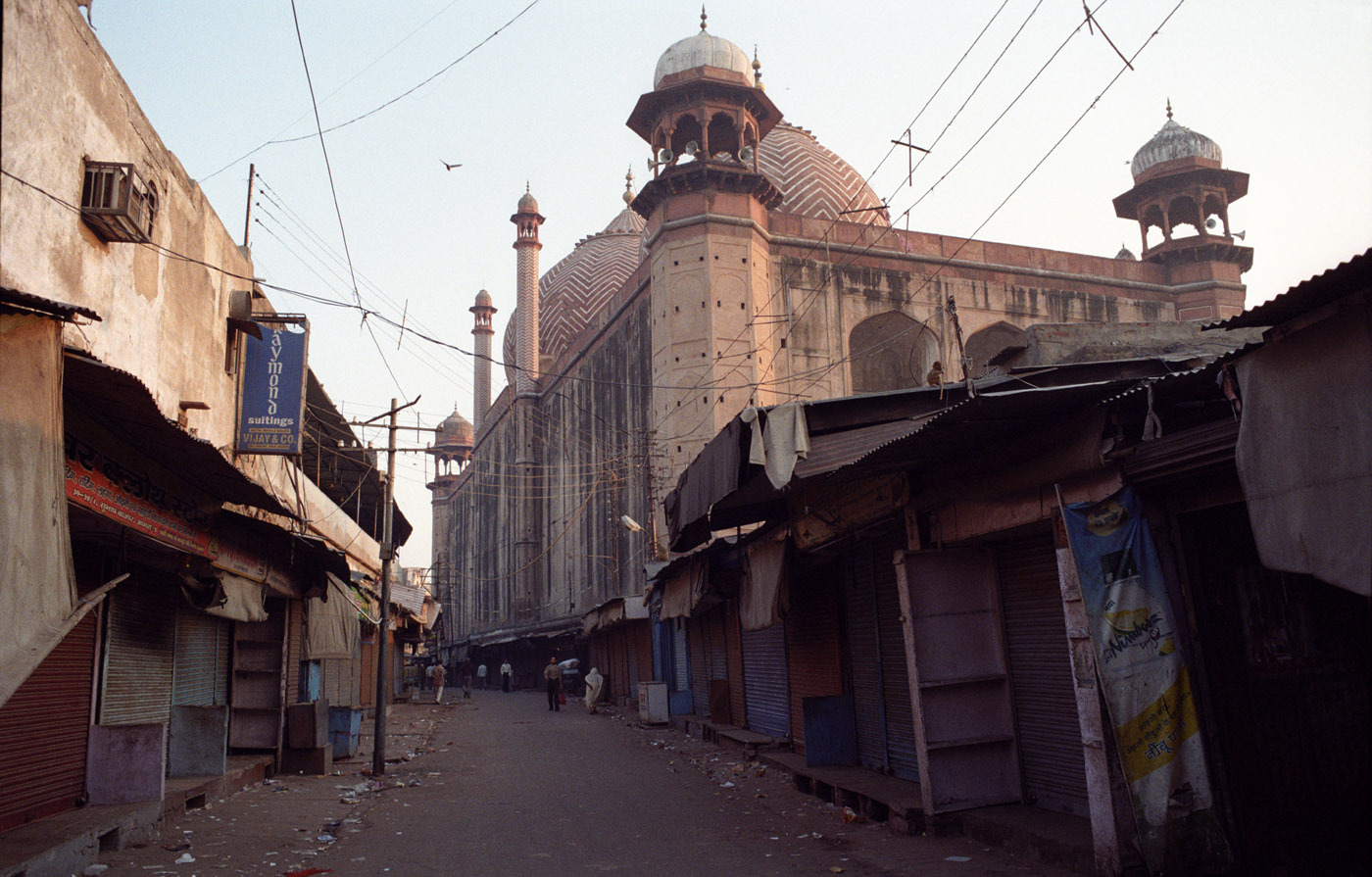
Srovnání budovy s okolním tržištěm (bazarem).

Džama Masdžíd (hindsky जामा मस्जिद, anglicky Jama Masjid) je mešita v indickém městě Ágra ve státě Uttarpradéš. Je jedním se symbolů města. Nachází se v samém středu města, v blízkosti nádraží Agra Fort a stejnojmenné pevnosti. Je jednou z největších mešit v Indii.
Název stavby odkazuje ke komunitě (dospělých mužů), a významově se blíží latinskému slovu kongregace. Do indického prostředí bylo převzato z perštiny, resp. z masdžed-e jame (مسجد جامع), odkud dorazilo z arabského masdžíd džámí (مَسْجِد جَامِع). Stavba je také známá jako Páteční mešita. Praktický význam tohoto slova označuje ve velkých městech se značnou muslimskou populací mešitu hlavní.

## Historie
Mešitu nechal zbudovat mughalský císař Šáhdžahán na počest své dcery Džahanary Begum. Důvodem pro tolik fenomenální stavbu byla kromě náboženství vládnoucí dynastie (islámu) i skutečnost, že Ágra byla v 16. století hlavním městem Mughalské říše; stavba měla ukazovat také vliv a moc vládnoucího rodu a v neposlední řadě být pozitivním signálem i pro arabské kupce, kteří Indii v té době často navštěvovali. Ve snaze zvýšit nápadnost celé stavby bylo rozhodnuto ji zbudovat na vyvýšené ploše, která je přístupná po třiceti pěti schodech.
Výstavba trvala celkem šest let a pracovalo na ní pět tisíc lidí. Použitým materiálem byly cihly, pro obklad potom v Rádžastánu v té době oblíbený červený pískovec (stejný byl užit i pro pevnost Ágra) doplněný mramorem.
Před samotným areálem mešity se nacházelo osmiboké prostranství s názvem Tripolia Chowk v místě současné stanice Agra Fort. To bylo později během britské koloniální nadvlády zbořeno v roce 1857, při povstání místního obyvatelstva.

## Popis stavby
Hlavní nádvoří mešity má rozměr 100 × 60 m a zabírá východní stranu komplexu. Z velké části je otevřené, z levé a pravé strany jsou asi 10 m široké arkády (rivak), které doplňují dekorativní pavilony s mramorovými kopulemi. Uprostřed prostranství se nachází malá mělká studna pro očistu před modlitbou.
Samotná budova mešity se nachází v západní straně areálu. Dominantním prvkem stavby jsou tři kopule s četnými ornamenty; kouple jsou obkládané dekorativním kamenem. Jednotícím prvkem je klikatá čára, která je užita i na minaretech (pouze jižním; severní se v 20. století zřítil a nebyl nikdy opraven). Íván této mešity není tolik nápadně zdobený, jako je tomu v případě stejnojmenné mešity v indické metropoli Dillí; zde je obložen čistým mramorem a obklopuje jej text v perském jazyce opěvující císaře a jeho dceru.
Hlavní vchod do budovy je umístěn na východní straně. Kupole modlitebního sálu je nejvyšší a největší.

## Využití
I na počátku 21. století slouží stavba svému původnímu účelu. Kromě toho je dominantou města a významným orientačným bodem. Stavba není přístupná pro turisty, je určena pouze pro věřícím a případně pro studenty islámské náboženské školy, která v rámci mešity působí.